# Cat Rambo

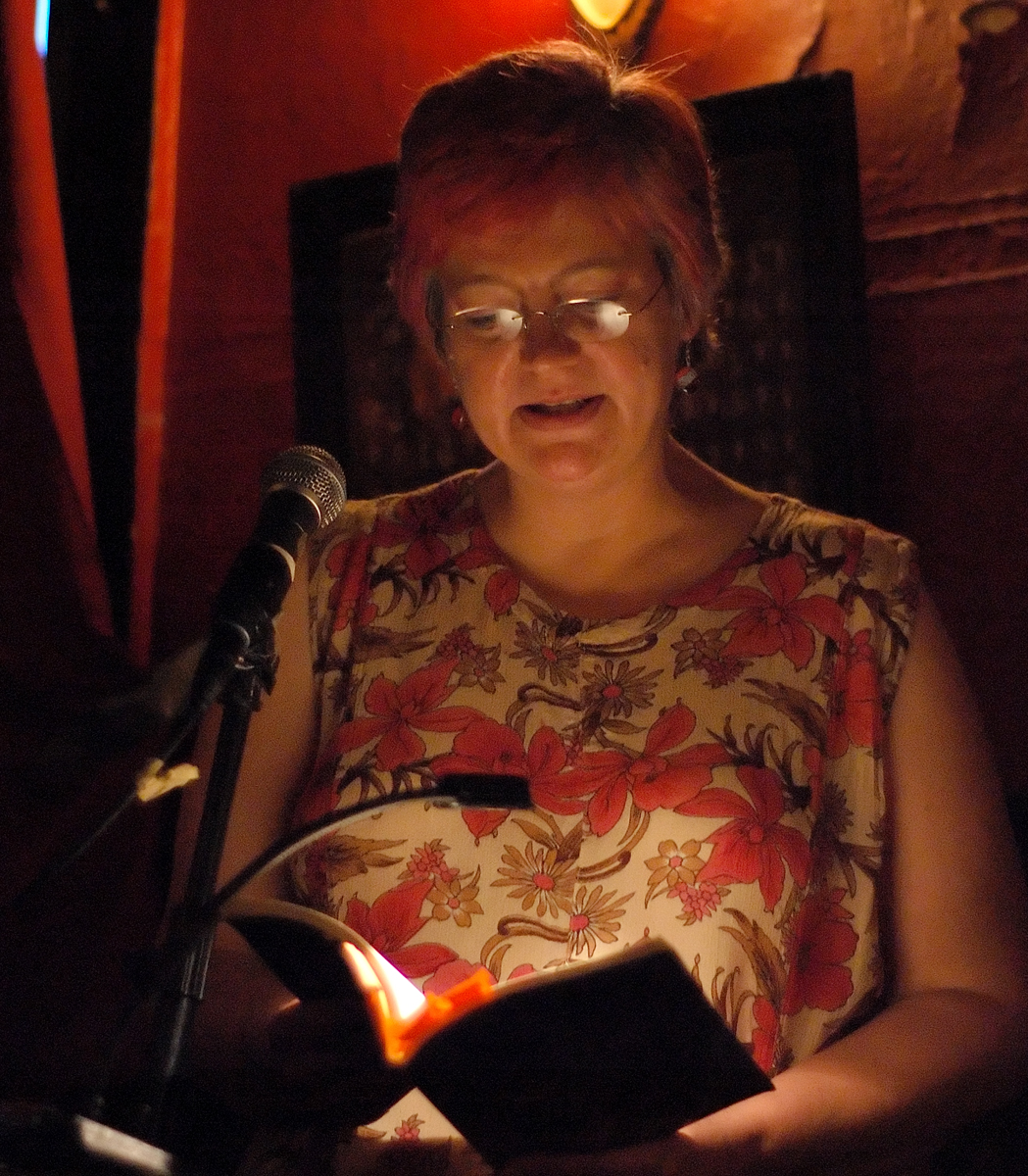
Rambo bei einer Lesung in der KGB Bar (2009)

Catherine Rambo (* 1963 in Bryan, Texas) ist eine US-amerikanische Science-Fiction- und Fantasy-Schriftstellerin und Herausgeberin, die im Pazifischen Nordwesten der USA lebt. Von 2007 bis 2011 war sie Mitherausgeberin des Fantasy Magazine, wofür sie für den 2012 World Fantasy Special Award: Non-Professional nominiert wurde. 2007 veröffentlichte sie gemeinsam mit Jeff VanderMeer The Surgeon’s Tale and Other Stories.

## Repertoire
Ihre Kurzgeschichten erschienen unter anderem in Asimov’s, Clarkesworld Magazine und auf Tor.com. Ihre 2012 erschienene Kurzgeschichte Five Ways to Fall in Love on Planet Porcelain war ein Finalist für den Nebula Award. Ihr erster Roman Beasts of Tabat (Wordfire Press, 2005) ist der erste Band eines vierbändigen Fantasy-Zyklus.
Rambo schreibt vorwiegend Fantasy und Science-Fiction. Sie wirkte auch an einem „round-robin“ Schreibprojekt im New-Weird-Genre mit, bei dem jeder Autor einen Abschnitt zu einer Erzählung beitrug.
Sie ist Absolventin der Johns Hopkins Writing Seminars und Clarion West Writers’ Workshop. Rambo wirkt unter dem Namen Sanvean am Armageddon MUD mit, und schreibt Artikel über Computerspiele. Sie arbeitete als Technische Redakteurin unter anderem für Microsoft und Security Dynamics. Rambo ist Mitglied der Codex Writers Group, einer Online-Community von Science-Fiction- und Fantasy-Schriftstellern. Im Jahr 2008 wurde sie Vorsitzende des Urheberrechts-Komitees der Science Fiction and Fantasy Writers of America (SFWA).
Im Jahr 2008 spendete sie ihr Archiv dem Department of Rare Books and Special Collections der Northern Illinois University.
Nach einem Jahr als Vizepräsidentin der SFWA wurde sie am 1. Juli 2015 für zwei Jahre zur Präsidentin der SFWA gewählt. Zusammen mit Fran Wilde gab sie Ad Astra: the SFWA 50th Anniversary Cookbook (2015) heraus.
2020 erhielt sie den Nebula Award für Carpe Glitter als bestem Kurzroman.

## Werke (Auswahl)
- The Bumblety’s Marble. In: Ekaterina Sedia (Hrsg.): Paper Cities: An Anthology of Urban Fantasy. 2008.
- Eyes Like Sky and Coal and Moonlight. 1. August 2009, ISBN 978-0-9795349-5-9.
- Near + Far. Hydra House, Seattle 2012, ISBN 978-0-9848301-4-5.
- A Man and His Parasite. In: Sophie Yorkston (Hrsg.): SQ Mag, Edition 8: Women in Speculative Fiction. 2013.
- All the Pretty Little Mermaids. In: Asimov’s Science Fiction. März 2014, Band 38, Nr. 3.

Kurzgeschichten:
- Foam on the Water In: Strange Horizons. Februar 2007.
- I’ll Gnaw Your Bones, the Manticore Said In: Clarkesworld. Juli 2007.
- mit Jeff VanderMeer: The Surgeon’s Tale. In: Subterranean Magazine. 1. November 2007, ISBN 0-8095-7268-0.
- Worm Within In: Clarkesworld Magazine. September 2008.